# Mooreana princeps
Mooreana princeps är en fjärilsart som beskrevs av Semper 1892. Mooreana princeps ingår i släktet Mooreana och familjen tjockhuvuden. Inga underarter finns listade i Catalogue of Life.